# Racomitrium lawtonae
Racomitrium lawtonae är en bladmossart som beskrevs av Robert Root Ireland 1970. Racomitrium lawtonae ingår i släktet raggmossor, och familjen Grimmiaceae. Inga underarter finns listade i Catalogue of Life.